# Мідделкоп
Мідделкоп (нід. Middelkoop) — селище в нідерландській провінції Утрехт. Входить до муніципалітету Вейфгеренланден.
Його площа становить 5,22 км², а населення станом на 2021 рік складало 340 осіб.
Перша згадка про населений пункт датується 1333 роком.

## Галерея

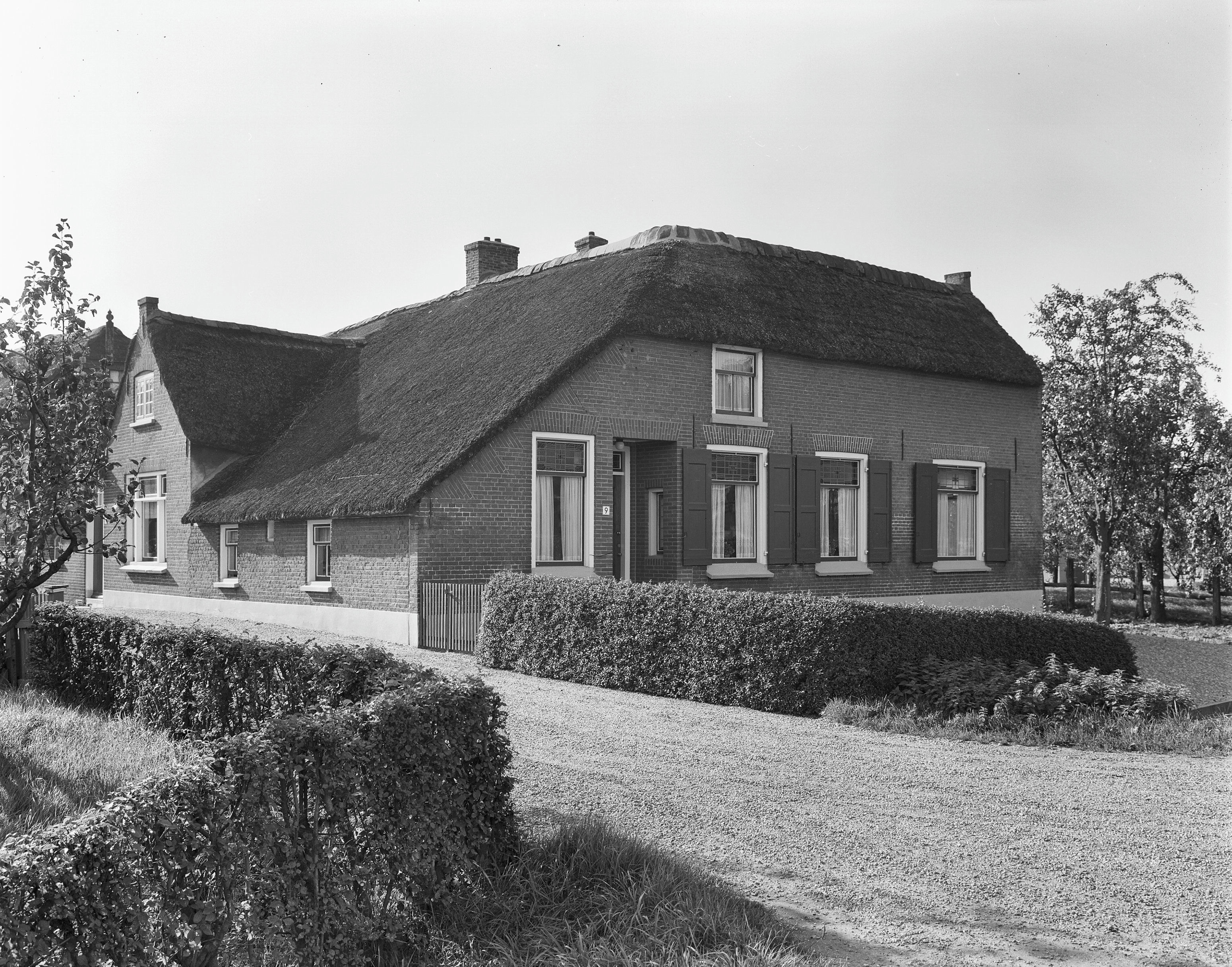
Ферма у Мідделкопі
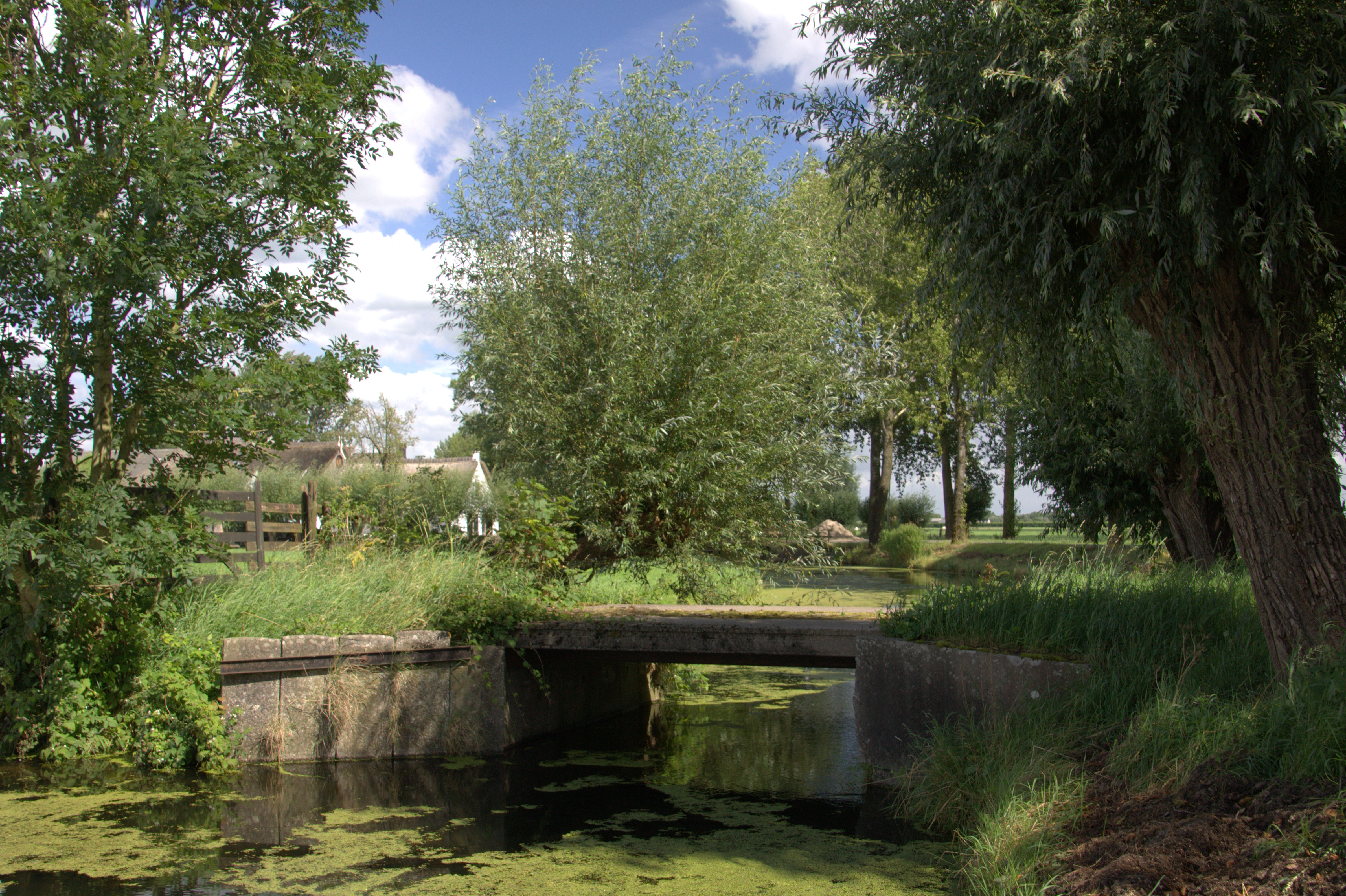
Вид на селище